# Resolução 179 do Conselho de Segurança das Nações Unidas
Resolução 179 do Conselho de Segurança das Nações Unidas, foi aprovada em 11 de junho de 1963, as partes diretamente interessadas com a situação no Iêmen concordaram em libertar os Governantes da Arábia Saudita e a República Árabe Unida e concordaram em pagar as despesas de uma missão de observadores das Nações Unidas ao longo de 2 meses. O Conselho apelou as partes para respeitar os termos de retirada e solicitou ao Secretário-Geral estabelecer a operação de observação como ele definiu em apresentar um relatório ao Conselho sobre a aplicação da resolução.
Foi aprovada com 10 votos, e uma abstenção da União Soviética.